# Halictidae
Halictidae /халиктиде/ е космополитно семейство пчели с описани повече от 4500 вида, от които в България се срещат 719 вида. Това е второто по големина семейство пчели от общо 7.

## Разпространение
Халиктидите са разпространени на всички континенти без Антарктида. Най-многобройни са в умерените пояси.

## Външен вид
Повечето халиктиди са тъмни на цвят, но някои са металически зелени, сини или лилави. В Европа металически зелени са пчелите от подродовете Lasioglossum (Dialictus) и Halictus (Seladonia), a Sphecodes spp. имат червено коремче. Женските носят прашец предимно на задните си крачета, които са добре окосмени (имат скопа). Скопа липсва при мъжките и паразитните видове като Sphecodes spp, които не събират прашец. Мъжките се отличават още и по обикновено по-издълженото си и по-тясно тяло и по-дългите и релефни антенки – подобно на всички пчели, мъжките антенки имат 13 членчета, а женските имат 12.
Жилкуването на предните крила се отличава със силно извитата базална жилка (по-слабо извита или права при подсем. Rhophitinae). Има 2 или 3 субмаргинални клетки.
Имат една двойка подантенни шева, липсват лицеви трапчинки. Като представители на късоезичната група пчели, халиктидите имат късо хоботче. Допълнителни детайли на устния апарат са определящи за очертаване на таксономичните граници на семейството.

## Начин на живот
Характерно за халиктидните пчели е, че сред тях се срещат много нива на социалност – от несоциални и полусоциални, до еусоциални, а също и клептопаразитни видове. Има дори видове, които при едни условия са несоциални, а при други са социални – например Halictus rubicundus може да бъде несоциален или еусоциален.

### Несоциални пчели
Женските пчели правят гнездото си в земята на равна земя или наклон. Някои видове правят гнездата си в силно загнила дървесина – например Evylaeus coeruleus и понякога Halictus rubicundus. Гнездото има дълъг вертикален основен тунел и странични разклонения. В края на всяко разклонение има по една или няколко овални килийки за отглеждане на ларвите. Понякога няма разклонения и килийките са директно около основния тунел. Женската покрива стените на килийките със секрет от жлезата на Дюфур.
Около входа на основния тунел се образува конус от изнесена пръст наречен тумулус. Някои видове (напр. много от Nomiinae) строят куличка (турет) от пръст над входа на гнездото. Обикновено пчелите циментират тунелчето преминаващо през тумулуса, и когато водата отнесе тумулуса, остава издигнато само тунелчето, също наподобяващо куличка.
Женската прави овално топче от цветен прашец напоено с нектар във всяка килийка. Когато топчето е завършено, върху него снася едно яйце и затваря килийката. От яйцето се излюпва ларва, която се храни с топчето. Когато ларвата завърши развитието си, навлиза в диапауза и така прекарва зимата. На следващата година ларвите какавидират. Ларвите на повечето видове от Rophitinae правят пашкули преди какавидиране. Останалите видове не правят пашкули. По-късно от какавидата излиза имагото и така се затваря жизнения цикъл.
При подсем. Halictinae обаче ларвата какавидира и имагинира същата година. Мъжките и женските излизат и копулират. Копулиралата женска презимува и на следващата година започва да строи свое гнездо.

### Агрегации
Много видове обособяват агрегации от гнезда, при които много женски правят гнездата си близо едно до друго.

### Еусоциални пчели
Подсемейство Halictinae се смята за еволюционно най-развито. В него многократно е възникнал еусоциален начин на живот. При него множество женски от различни поколения се грижат за килийките и има обособени различни касти – яйцеснасящи женски (царици) и работнички. Цариците имат по-развити яйчници. Миченер класифицира социалните пчели от Halictinae като примитивно социални, тъй като при тях цариците могат да живеят самостоятелно и не се роят като медоносните пчели например.
При тези пчели, презимувалата женска започва да строи гнездо и от него започва да се излюпва следващото поколение женски, част от които се включват в строежа на гнездото. Друга част излитат, копулират и презимуват. Женските могат да контролират пола на потомството и в началото обикновено се излюпват повече женски отколкото мъжки. В края на сезона делът на мъжките се увеличава, чиято единствена функция е да копулират. Копулиралите женски презимуват и на следващата година започват свое гнездо.
Lasioglossum marginatum е необичайна поради това, че гнездото може да се развива до 5 – 6 години. Последните женски остават в гнездото заедно с царицата и презимуват. Гнездата им стават едни от най-големите сред халиктидните пчели.

### Клептопаразитни пчели
В подсем. Halictinae има няколко клептопаразитни групи. Това са видовете от трибус Sphecodini, подродовете Halictus (Paraseladonia) и Lasioglossum (Paralictus). Групата Paralictus често се поставя в подрод Lasioglossum (Dialictus).
Най-известен и голям род е Sphecodes. Те са паразити предимно по други пчели от Halictinae, но също и по Nomioides и други семейства като Colletidae. Женската влиза в чуждото гнездо, унищожава яйцето и на негово място снася своето. Ларвата ѝ се храни с чуждите провизии.

## Систематика
Най-често използваната класификация е тази на Миченер. Според нея Halictidae се разделя на 4 подсемейства:
- Rophitinae
- Nomiinae
- Nomioidinae
- Halictinae